# 18 december
18 december is de 352ste dag van het jaar (353ste dag in een schrikkeljaar) in de gregoriaanse kalender. Hierna volgen nog 13 dagen tot het einde van het jaar.

## Gebeurtenissen
- Algemeen
  - 2023 - Het grensgebied van de Chinese provincies Qinghai en Gansu wordt getroffen door een aardbeving met een kracht van 6,0 op de schaal van Richter waarvan het epicentrum op ongeveer 100 km afstand van de stad Lanzhou ligt. Door het natuurgeweld vallen honderden dodelijke en gewonde slachtoffers.[1][2]
  - 2023 - Een vulkaan bij de IJslandse plaats Grindavík, op zo'n veertig kilometer afstand van de hoofdstad Reykjavik komt tot uitbarsten. Voorafgaand aan de uitbarsting zijn in het gebied sinds november duizenden kleine aardbevingen geregistreerd.[3]

- Economie
  - 1990 - Japan kondigt aan om 100 miljoen dollar te zullen lenen aan de Sovjet-Unie plus medische hulp en voedselpakketten ter waarde van 7,5 miljoen dollar te schenken.
- Media
  - 2003 - Laatste uitzending van Van Gewest tot Gewest.[4]
  - 2004 - Start eerste editie 3FM Serious Request.
  - 2010 - Drie presentatoren van Studio Brussel starten hun uitzendingen in het Glazen huis te Antwerpen.
- Kunst en cultuur
  - 1892 - Wereldpremière van De notenkraker van Tsjaikovski in het Mariinskitheater te Sint-Petersburg.
- Oorlog
  - 218 v.Chr. - Slag bij de Trebia: Hannibal Barkas verslaat bij de rivier de Trebbia, de Romeinse legioenen onder Tiberius Sempronius Longus (consul in 218 v.Chr.). In de veldslag verliezen de Romeinen 20.000 man.
  - 546 - Totila, koning van de Ostrogoten neemt Rome in. De bevolking verlaat, op zo'n 500 gijzelaars na, de verwoeste stad.[5]
  - 2011 - De Amerikaanse troepen verlaten na meer dan 8 jaar Irak, de Irakoorlog is officieel voorbij.
- Politiek
  - 1787 - New Jersey accepteert de Amerikaanse grondwet.[5][6]
  - 1865 - Door aanname van het 13de amendement van de Amerikaanse grondwet wordt slavernij afgeschaft in de Verenigde Staten van Amerika.[5]
  - 1956 - Japan treedt toe tot de Verenigde Naties.[5]
  - 1969 - In het Verenigd Koninkrijk wordt de doodstraf afgeschaft.
  - 1980 - In Nederland wordt abortus provocatus door de Tweede Kamer gelegaliseerd.
  - 1990 - Moldavische leden van het Sovjet-parlement verlaten het Congres van Volksafgevaardigde uit protest tegen het gebrek aan steun voor Moldavië in zijn strijd tegen de separatistische bewegingen van Gagaoezen en Russen.
  - 1990 - De Birmese oppositionele Nationale Liga voor Democratie (NLD) richt in een verzetskamp een eigen regering op, nu de militairen, zeven maanden na de grote verkiezingsoverwinning van de NLD, nog altijd weigeren de macht over te dragen.
  - 2005 - De socialist Evo Morales wint de presidentsverkiezingen in Bolivia en wordt de eerste indiaanse president van het Zuid-Amerikaanse land.
  - 2012 - De Zuid-Afrikaanse president Jacob Zuma wordt herkozen als partijleider van het Afrikaans Nationaal Congres (ANC).
  - 2015 - In Rwanda kiest een overgrote meerderheid van de bevolking voor opheffing van de limiet van twee termijnen voor de president. Daarmee komt de weg vrij voor Paul Kagame om langer aan de macht te blijven, in theorie tot 2034.
  - 2018 - Charles Michel neemt na 4 jaar ontslag als eerste minister van Belgie.
  - 2019 - De Nederlandse staatssecretaris Menno Snel neemt ontslag naar aanleiding van het toeslagendebacle.
- Religie
  - 1352 - Paus Innocentius VI wordt als Paus gekozen.[5]
- Sport
  - 1921 - Het Pools voetbalelftal speelt de eerste interland uit de geschiedenis van het land. In Boedapest wordt met 1-0 verloren van Hongarije.
  - 1954 - Oprichting van de Colombiaanse voetbalclub Deportes Tolima.
  - 1955 - Voetballer Loek den Edel maakt namens Ajax in het duel tegen Excelsior drie doelpunten in drie minuten.
  - 1999 - Zwemmer Pieter van den Hoogenband verbetert in Eindhoven het Europese record op de 200 meter vrije slag, dat sinds 1989 op naam staat van Giorgio Lamberti: 1.46,58 (was 1.46,69).
  - 2015 - Het Nederlands handbalteam (vrouwen) haalt voor het eerst in de geschiedenis een finale van een WK. In Herning werd Polen verslagen, na gestunt te hebben tegen de Fransen. Tijdens de finale in Denemarken van het Wereldkampioenschap gaan ze spelen tegen Noorwegen.
  - 2021 - De Litouwse darter Darius Labanauskas gooit in de eerste ronde van het PDC World Darts Championship een 9-darter tegen de Belg Mike De Decker.[7]
  - 2022 - Argentinië wint het WK voetbal 2022 door in de finale Frankrijk na strafschoppen te verslaan.[8]
- Wetenschap en technologie
  - 1642 - Abel Tasman gaat aan land in Mohua Golden Bay, en is de eerste Europeaan in Nieuw-Zeeland.[5]
  - 1912 - Ontdekking van de (later vals gebleken) "Piltdown Man".[5]
  - 1999 - Lancering van NASA's Terra satelliet. Doel van de missie: onderzoek naar klimaatverandering op Aarde.[9]

## Geboren

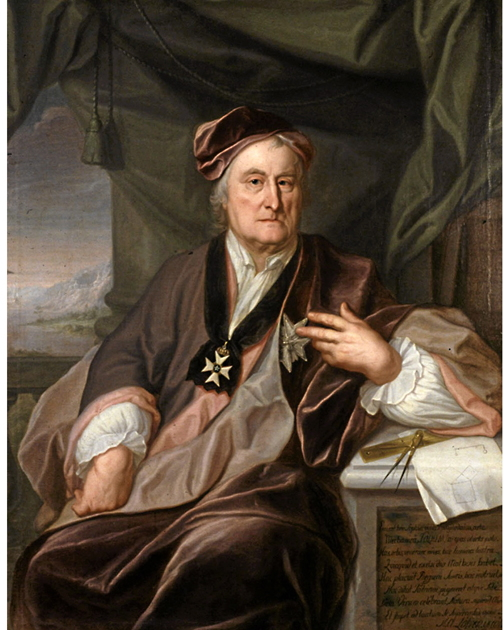
Christoffel Polhem,
geboren in 1661

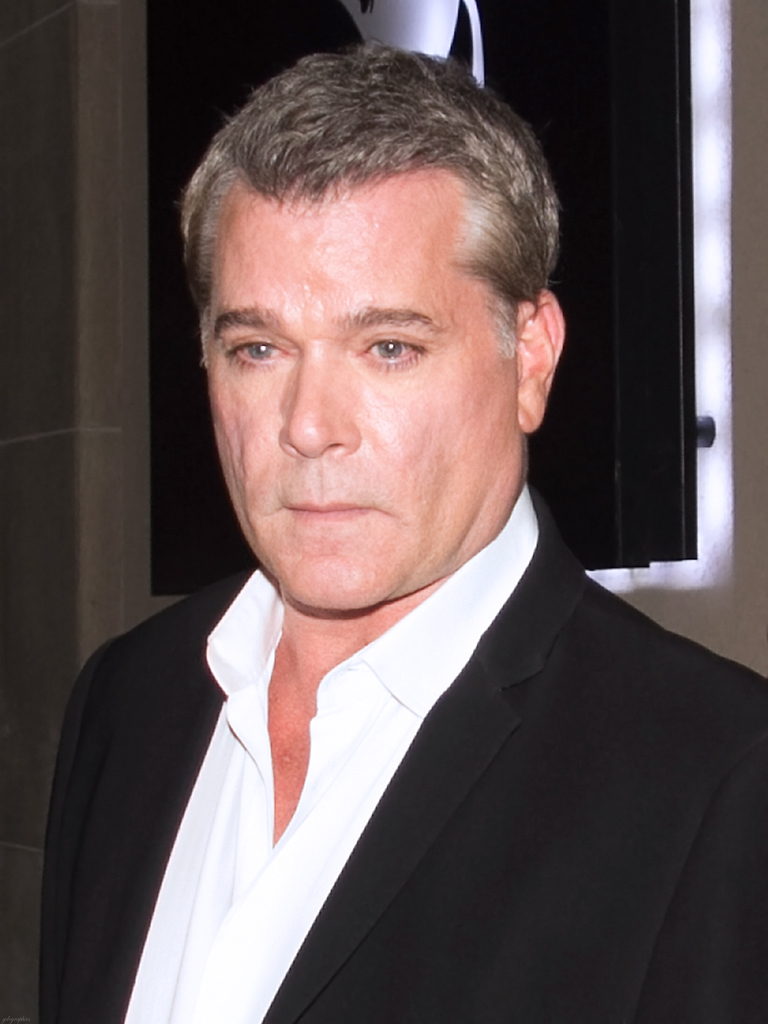
Ray Liotta,
geboren in 1954

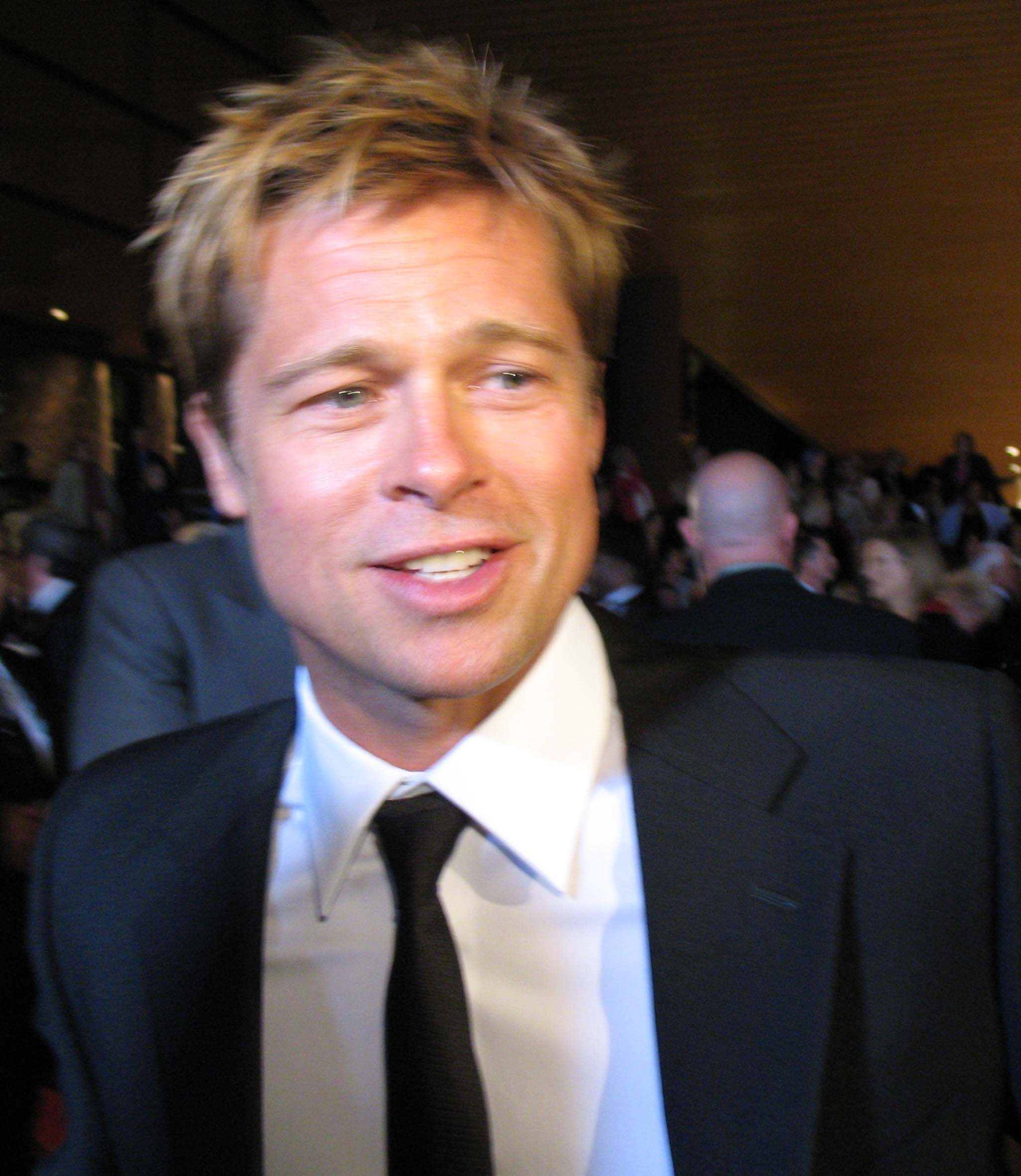
Brad Pitt,
geboren in 1963

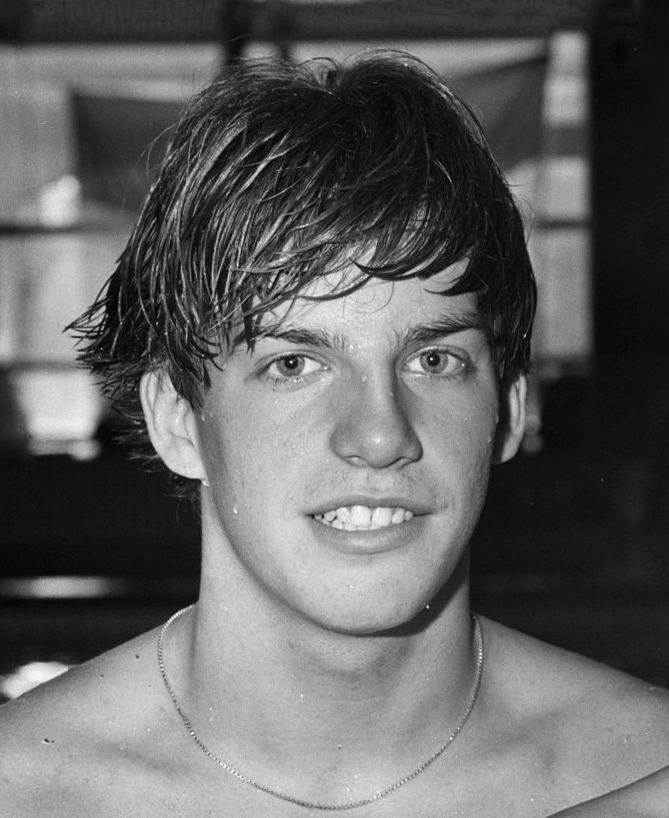
Edwin Jongejans,
geboren in 1966

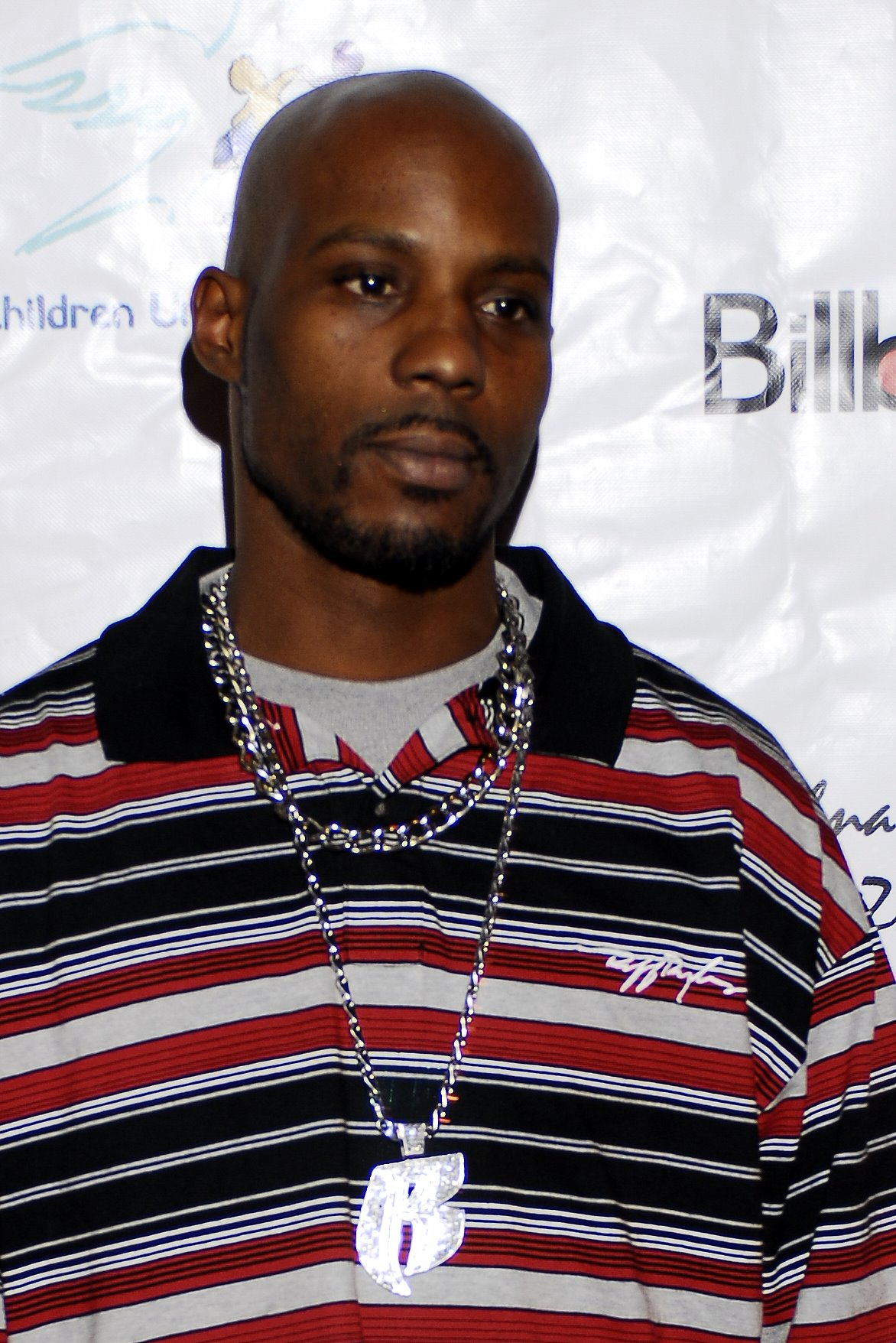
DMX,
geboren in 1970

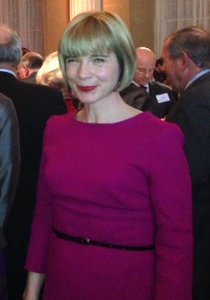
Lucy Worsley,
geboren in 1973

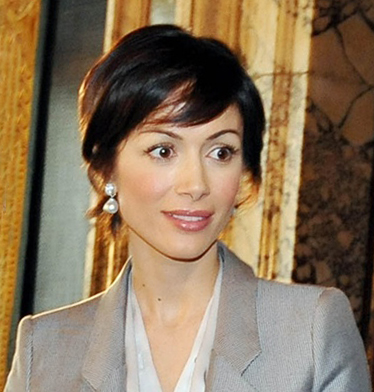
Mara Carfagna,
geboren in 1975

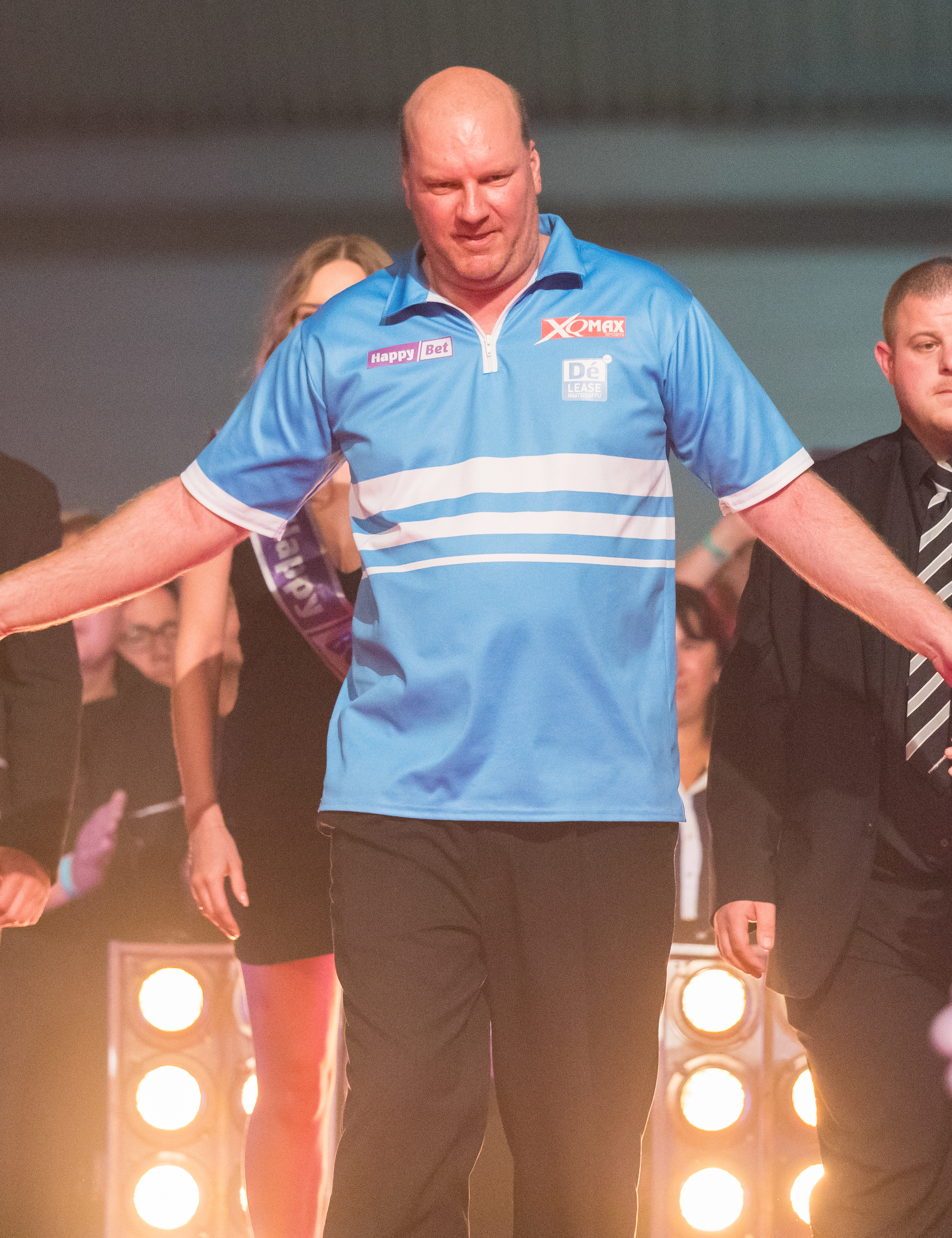
Vincent van der Voort,
geboren in 1975

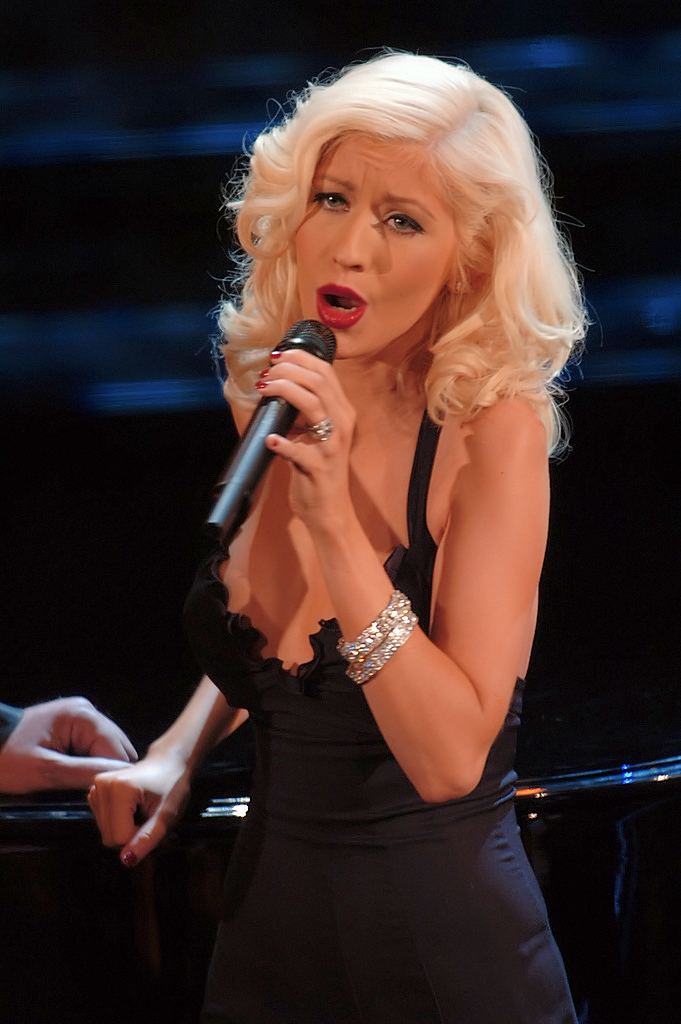
Christina Aguilera,
geboren in 1980

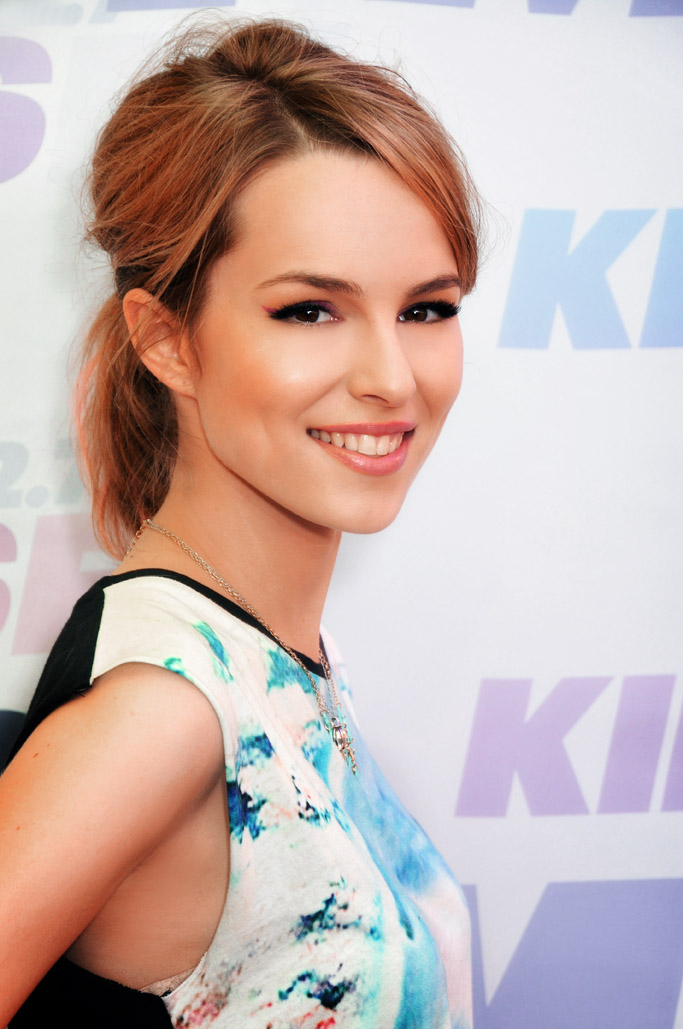
Bridgit Mendler,
geboren in 1992

- 1590 - Willem Lodewijk van Nassau-Saarbrücken, graaf van Nassau-Saarbrücken (overleden 1640)
- 1626 - Christina I van Zweden, koningin van Zweden (overleden 1689)
- 1661 - Christoffel Polhem, Zweeds werktuigbouwkundige (overleden 1751)
- 1714 - Philippine Elisabeth van Orléans, Frans adellijke (overleden 1734)
- 1828 - Viktor Rydberg, Zweeds schrijver, dichter en cultuurhistoricus (overleden 1895)
- 1839 - Adolf Daens, Belgisch priester en volksvertegenwoordiger (overleden 1907)
- 1856 - Graciano López Jaena, Filipijns revolutionair en nationale held (overleden 1896)
- 1856 - Joseph John Thomson, Engels natuurkundige (overleden 1940)
- 1866 - Holger Nielsen, Deens schermer, schutter en atleet (overleden 1955)
- 1870 - Saki, Engels schrijver (overleden 1916)
- 1874 - Frank Salisbury, Engels kunstschilder en glaskunstenaar (overleden 1962)
- 1878 - Jozef Stalin, Sovjet-Russisch dictator (overleden 1953)
- 1879 - Paul Klee, Duits-Zwitsers kunstschilder (overleden 1940)
- 1883 - Armgard von Cramm, Duits prinses van Lippe-Biesterfeld, moeder van Prins Bernhard (overleden 1971)
- 1884 - Philip Van Isacker, Belgisch politicus (overleden 1951)
- 1890 - Edward Poppe, Belgisch priester (overleden 1924)
- 1894 - Dick Laan, Nederlands kinderboekenschrijver (overleden 1973)
- 1897 - Fletcher Henderson, Amerikaans jazzmusicus (overleden 1952)
- 1902 - Ernst Grönlund, Fins voetballer (overleden 1968)
- 1906 - Victoriano Crémer, Spaans dichter en journalist (overleden 2009)
- 1907 - Christopher Fry, Brits toneelschrijver (overleden 2005)
- 1907 - Bill Holland, Amerikaans autocoureur (overleden 1984)
- 1909 - Yvonne Cormeau, Belgisch/Brits SOE-agent (overleden 1997)
- 1911 - Jules Dassin, Amerikaans filmregisseur (overleden 2008)
- 1913 - Willy Brandt, Duits bondskanselier (overleden 1992)
- 1914 - František Fadrhonc, Tsjecho-Slowaaks voetbaltrainer (overleden 1981)
- 1914 - Meg de Jongh, Nederlands voetballer/-trainer, atleet en ijshockeyer (overleden 2003)
- 1915 - Norm Houser, Amerikaans autocoureur (overleden 1996)
- 1916 - Betty Grable, Amerikaans actrice (overleden 1973)
- 1919 - Georg Ericson, Zweeds voetballer en voetbalcoach (overleden 2002)
- 1921 - Jacques Le Flaguais, Frans kunstschilder (overleden 1986)
- 1921 - Joeri Nikoelin, Russisch clown en acteur (overleden 1997)
- 1923 - Lotti van der Gaag, Nederlands beeldhouwer en schilder (overleden 1999)
- 1925 - Antoon Heldens, Nederlands politicus en burgemeester (overleden 2015)
- 1926 - Thérèse Cornips, Nederlands vertaalster (overleden 2016)
- 1928 - Ger Verrips, Nederlands schrijver (overleden 2015)
- 1929 - Józef Glemp, Pools kardinaal-aartsbisschop van Warschau (overleden 2013)
- 1931 - Allen Klein, Amerikaans muziekmanager (overleden 2009)
- 1931 - Gunnel Lindblom, Zweeds actrice (overleden 2021)
- 1932 - Johan Lennarts, Nederlands kunstenaar en schrijver (overleden 1991)
- 1932 - Jef Vliers, Belgisch voetballer en voetbaltrainer (overleden 1994)
- 1933 - Lonnie Brooks, Amerikaans zydeco-, rock- en bluesgitarist (overleden 2017)
- 1933 - Ursula den Tex, Nederlands journaliste en publiciste
- 1934 - Boris Volynov, Russisch kosmonaut
- 1935 - Bonno Spieker, Nederlands politicus (overleden 2017)
- 1936 - Harry Bild, Zweeds voetballer (overleden 2025)
- 1936 - Rik Hancké, Belgisch acteur
- 1936 - Cor Jaring, Nederlands fotograaf (overleden 2013)
- 1937 - Jan Schrooten, Belgisch dirigent en organist (overleden 2020)
- 1938 - Chas Chandler, Engels basgitarist en producer (overleden 1996)
- 1938 - Roger E. Mosley, Amerikaans acteur (overleden 2022)
- 1941 - Jos Huysmans, Belgisch wielrenner (overleden 2012)
- 1942 - Salvador Escudero III, Filipijns politicus (overleden 2012)
- 1943 - Bobby Keys, Amerikaans saxofonist (overleden 2014)
- 1943 - Agaath Meulenbroek, Nederlands actrice (overleden 2023)
- 1943 - Keith Richards, Brits gitarist
- 1944 - Loek Duyn, Nederlands politicus
- 1946 - Kees Schouhamer Immink, Nederlands ingenieur en informatietheoreticus
- 1946 - Steven Spielberg, Amerikaans filmregisseur en -producer
- 1947 - Kees Klop, Nederlands socioloog, bestuurskundige, omroepvoorzitter en columnist (overleden 2007)
- 1947 - Boele Staal, Nederlands politiefunctionaris, politicus en bestuurder
- 1947 - Sten Stensen, Noors schaatser
- 1948 - Steve Biko, Zuid-Afrikaans oppositieleider (overleden 1977)
- 1948 - Ed Kemper, Amerikaans seriemoordenaar
- 1948 - Liliane Saint-Pierre, Belgisch zangeres
- 1949 - David Johnston, Amerikaans vulkanoloog (overleden 1980)
- 1950 - Leonard Maltin, Amerikaans filmcriticus
- 1951 - Volker Bouffier, Duits politicus
- 1952 - Anna Dominique Coseteng, Filipijns politicus
- 1952 - Fred Vandervennet, Belgisch atleet
- 1953 - François Boulangé, Nederlands televisiepresentator, producent en regisseur (overleden 2021)
- 1954 - Jan de Hoop, Nederlands televisiepresentator
- 1954 - Ray Liotta, Amerikaans acteur (overleden 2022)
- 1954 - Ulrich Roth, Duits gitarist
- 1954 - Anne Lize van der Stoel, Nederlands politica (VVD)
- 1955 - Antoinette Jelgersma, Nederlands actrice
- 1957 - Fieke Boekhorst, Nederlands hockeyster
- 1957 - Erik Meynen, Belgisch stripauteur
- 1958 - Jan Goossens, Nederlands voetballer
- 1960 - Kazuhide Uekusa, Japans econoom
- 1961 - Jean-François De Sart, Belgisch voetballer
- 1961 - Angie Stone, Amerikaans zangeres (overleden 2025)
- 1963 - Nino de Angelo, Duits schlagerzanger
- 1963 - Isabelle Duchesnay, Canadees-Frans kunstschaatsster
- 1963 - Pierre Nkurunziza, Burundees politicus (overleden 2020)
- 1963 - Brad Pitt, Amerikaans acteur
- 1964 - Stone Cold Steve Austin, Amerikaans professioneel worstelaar
- 1964 - Rutger Ploum, Nederlands advocaat en politicus
- 1966 - Edwin Jongejans, Nederlands schoonspringer
- 1966 - Gianluca Pagliuca, Italiaans voetballer
- 1966 - Leszek Pisz, Pools voetballer
- 1966 - Jacco Swart, Nederlands sportbestuurder
- 1967 - Toine van Peperstraten, Nederlands journalist en presentator
- 1968 - Mario Basler, Duits voetballer en voetbalcoach
- 1968 - Casper Van Dien, Amerikaans acteur
- 1968 - Craig muMs Grant, Amerikaans dichter en acteur (overleden 2021)
- 1968 - John Moshoeu, Zuid-Afrikaans voetballer
- 1969 - Santiago Cañizares, Spaans voetballer
- 1969 - Justin Edinburgh, Engels voetballer (overleden 2019)
- 1970 - DMX (Earl Simmons), Amerikaans rapper en acteur (overleden 2021)
- 1970 - Rob Van Dam, Amerikaans worstelaar
- 1971 - Lucy Deakins, Amerikaans actrice en advocate
- 1971 - René Hake, Nederlands voetbaltrainer
- 1971 - Arantxa Sánchez Vicario, Spaans tennisster
- 1972 - Senad Repuh, Bosnisch voetballer
- 1973 - Ilja Averboech, Russisch kunstschaatser
- 1973 - Fatuma Roba, Ethiopisch atlete
- 1973 - Lucy Worsley, Brits schrijfster en historicus
- 1974 - Bram de Groot, Nederlands wielrenner
- 1974 - Pieter Koolwijk, Nederlands schrijver
- 1975 - Michael Barry, Canadees wielrenner
- 1975 - Andrea Belicchi, Italiaans autocoureur
- 1975 - Mara Carfagna, Italiaans politica en model
- 1975 - Kirsten van der Kolk, Nederlands roeister
- 1975 - Sia Furler, Australisch zangeres
- 1975 - Trish Stratus, Canadees worstelaarster, fitnessmodel en comédienne
- 1975 - Vincent van der Voort, Nederlands darter
- 1977 - Lindsay Armaou, Iers musicus
- 1978 - Josh Dallas, Amerikaans acteur
- 1978 - Katie Holmes, Amerikaans actrice
- 1978 - Chana Masson, Braziliaans handbalster
- 1978 - Xandee, Belgisch zangeres
- 1980 - Christina Aguilera, Amerikaans zangeres
- 1980 - Pieter Gysel, Belgisch shorttracker
- 1982 - Kateřina Baďurová, Tsjechisch atlete
- 1982 - Pontus Carlsson, Zweeds schaker
- 1982 - Stijn Francis, Belgisch voetballer
- 1983 - Janez Brajkovič, Sloveens wielrenner
- 1983 - Alessandro Pier Guidi, Italiaans autocoureur
- 1984 - Giuliano Razzoli, Italiaans alpineskiër
- 1984 - Maxine Seear, Australisch triatlete
- 1984 - Galina Voskobojeva, Russisch tennisster
- 1984 - Joël Stoppels, Nederlands oorlogshistoricus
- 1985 - Anna Sjarevitsj, Wit-Russisch schaakster
- 1985 - Gert-Jan Wassink, Nederlands atleet
- 1988 - Hazel O'Sullivan, Iers model
- 1988 - Brianne Theisen-Eaton, Canadees atlete
- 1989 - Ashley Benson, Amerikaans actrice
- 1989 - Sophie Boilley, Frans biatlete
- 1989 - Thulani Hlatshwayo, Zuid-Afrikaans voetballer
- 1989 - Lawrence Visser, Belgisch voetbalscheidsrechter
- 1990 - Fabian Rießle, Duits Noordse combinatieskiër
- 1992 - Jasper Aerents, Belgisch zwemmer
- 1992 - Ryan Crouser, Amerikaans atleet
- 1992 - Mikkel Mac, Deens autocoureur
- 1992 - Bridgit Mendler, Amerikaans zangeres en actrice
- 1995 - Mads Pedersen, Deens wielrenner
- 1998 - Simona Quadarella, Italiaans zwemster
- 1998 - Calvin Stengs, Nederlands voetballer
- 1998 - Winter Vinecki, Amerikaans freestyleskiester
- 1998 - Axel Zingle, Frans mountainbiker en wielrenner
- 2001 - Billie Eilish, Amerikaans zangeres
- 2003 - Amanda Andradóttir, Noors-IJslands voetbalster
- 2004 - Theo Oeverhaus, Duits autocoureur
- 2004 - Inês Silva, Portugees voetbalster

## Overleden

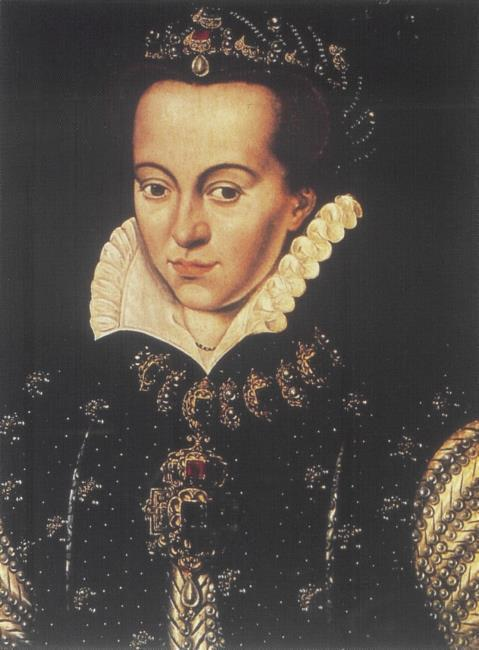
Anna van Saksen,
overleden in 1577

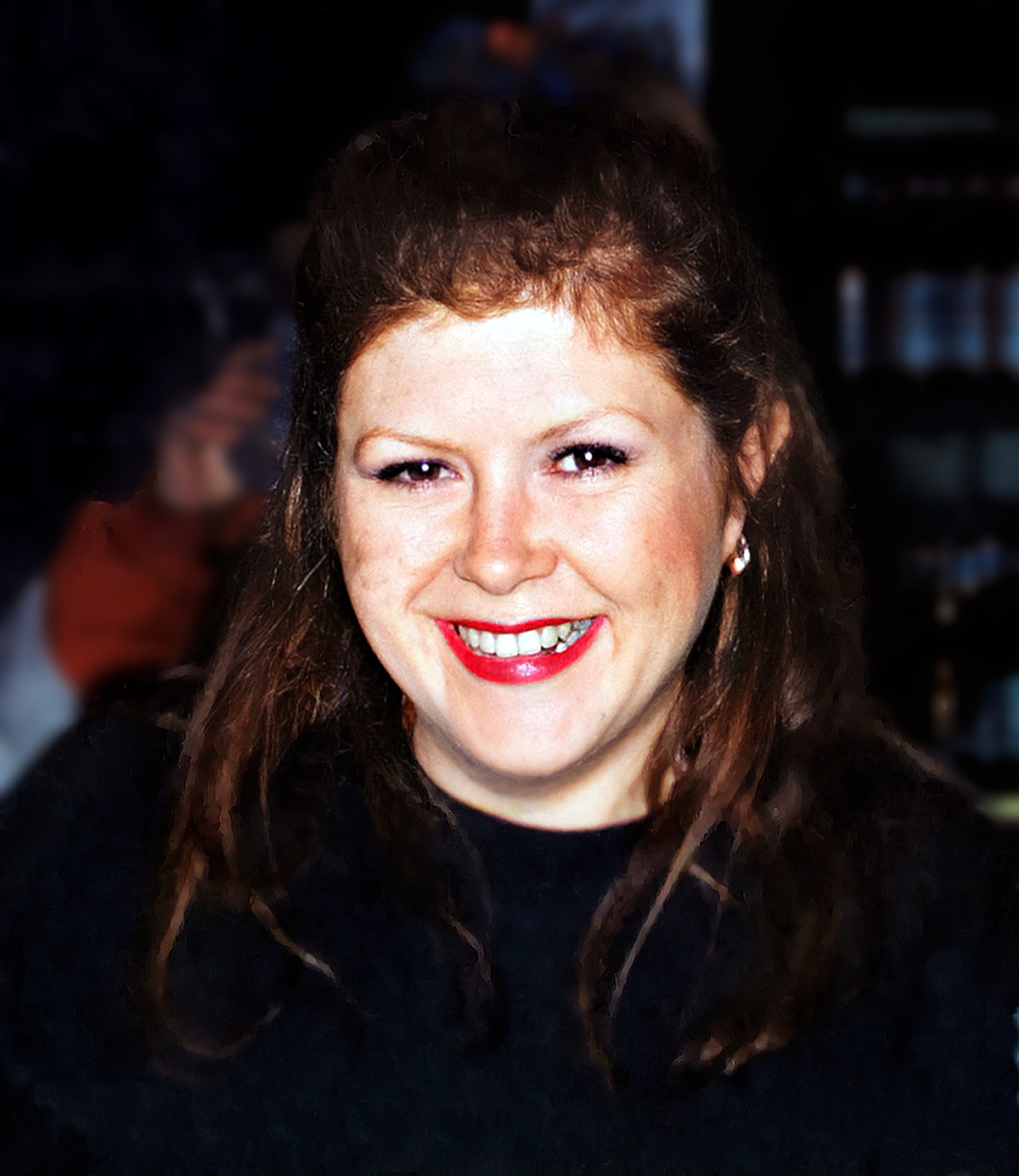
Kirsty MacColl,
overleden in 2000

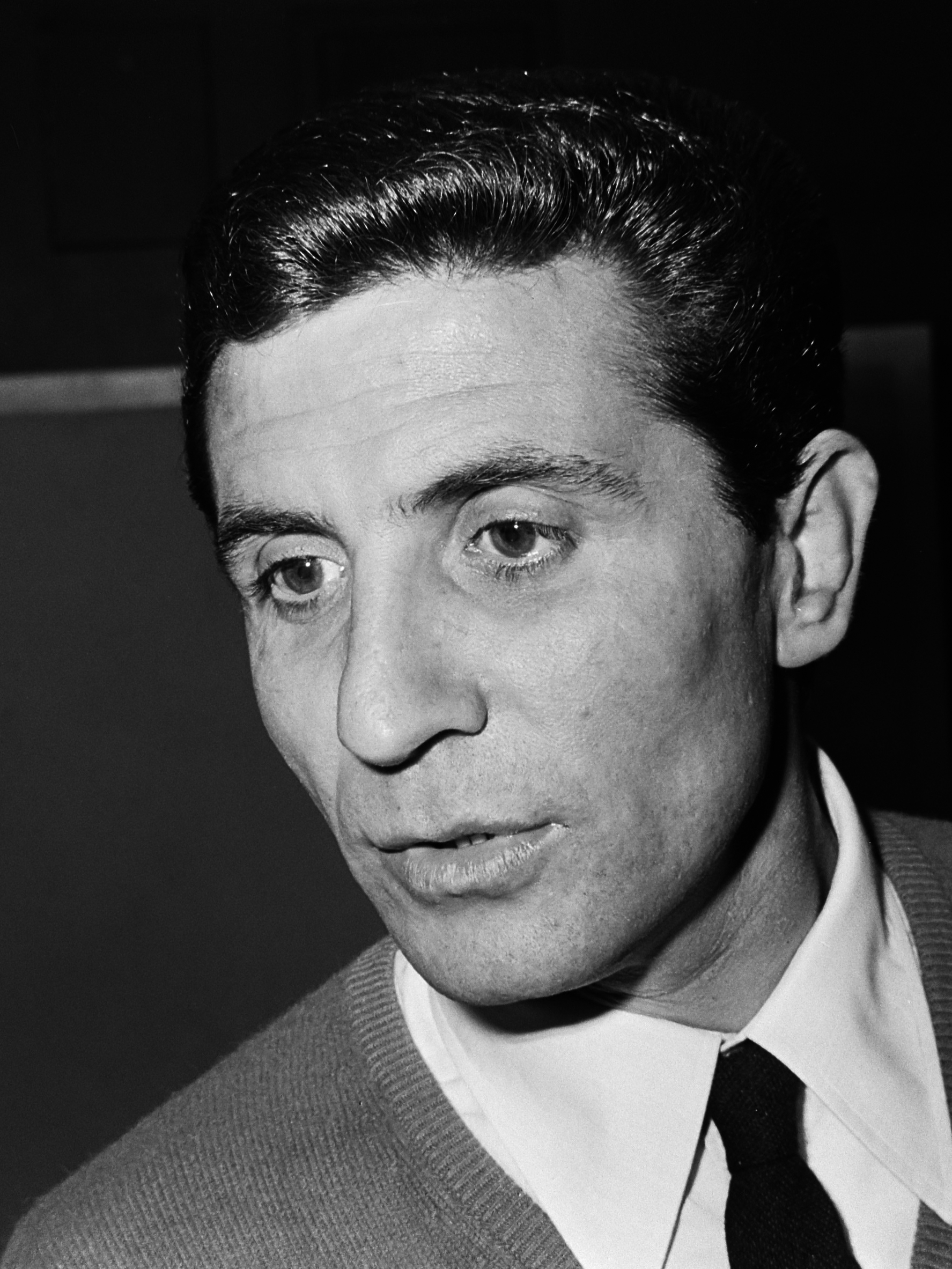
Gilbert Bécaud,
overleden in 2001

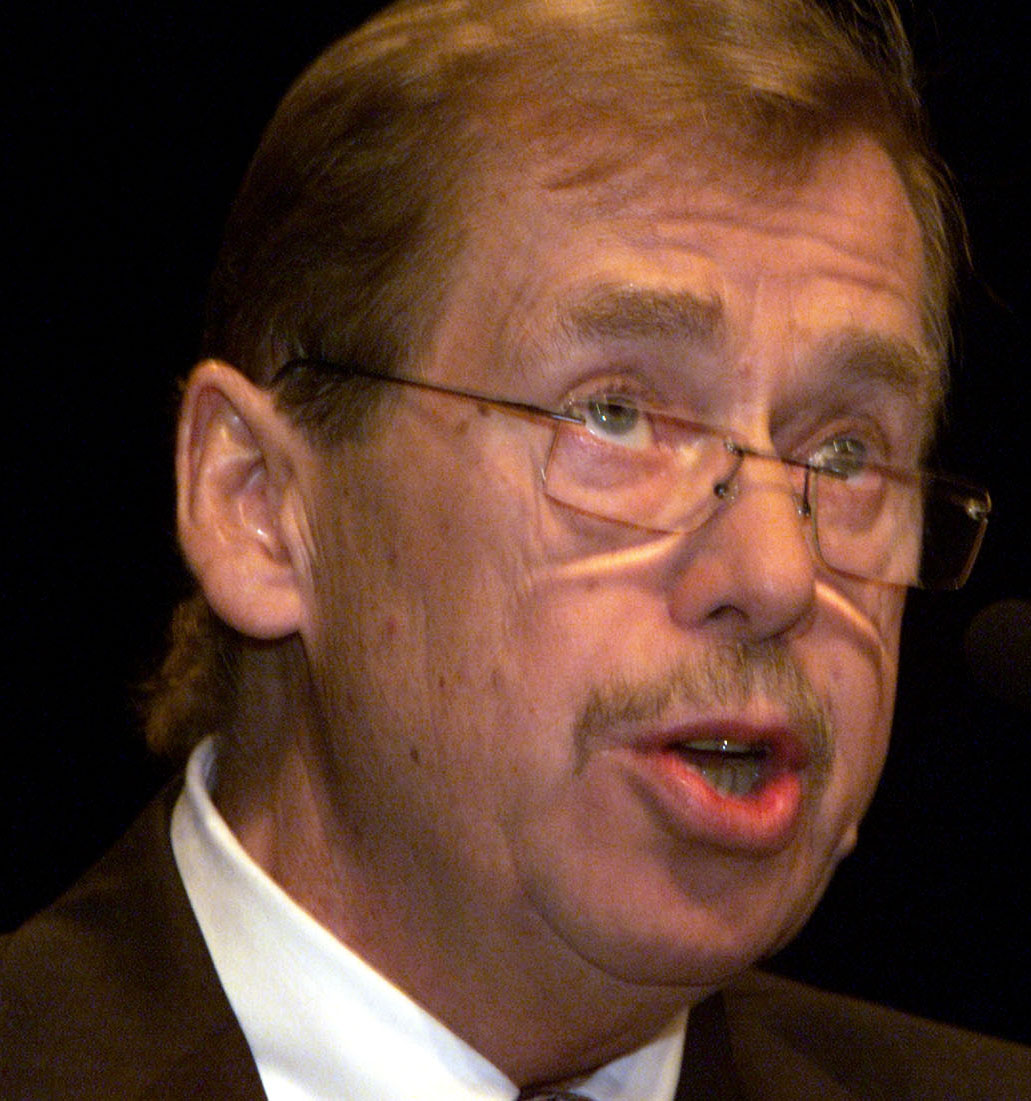
Václav Havel,
overleden in 2011

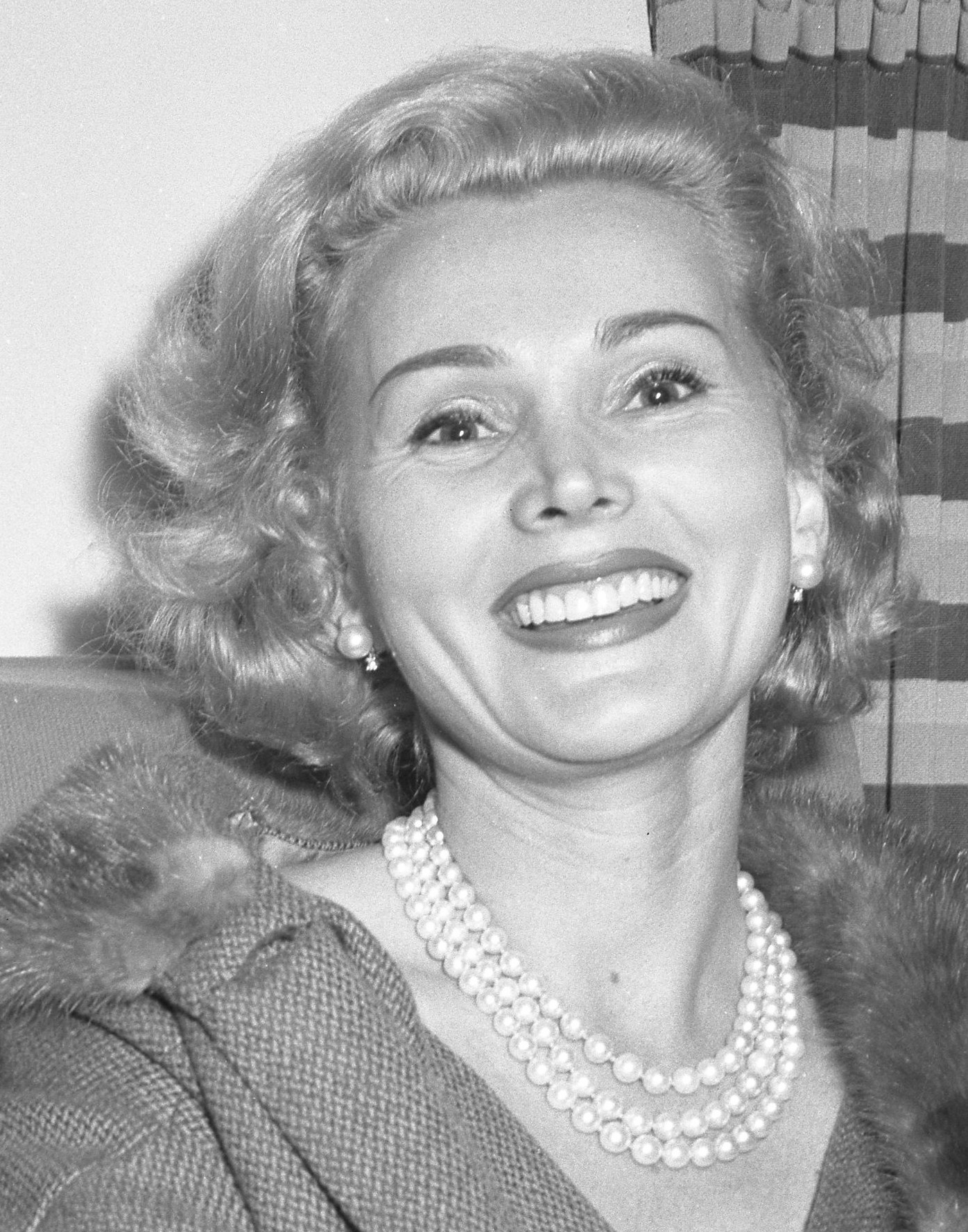
Zsa Zsa Gábor,
overleden in 2016

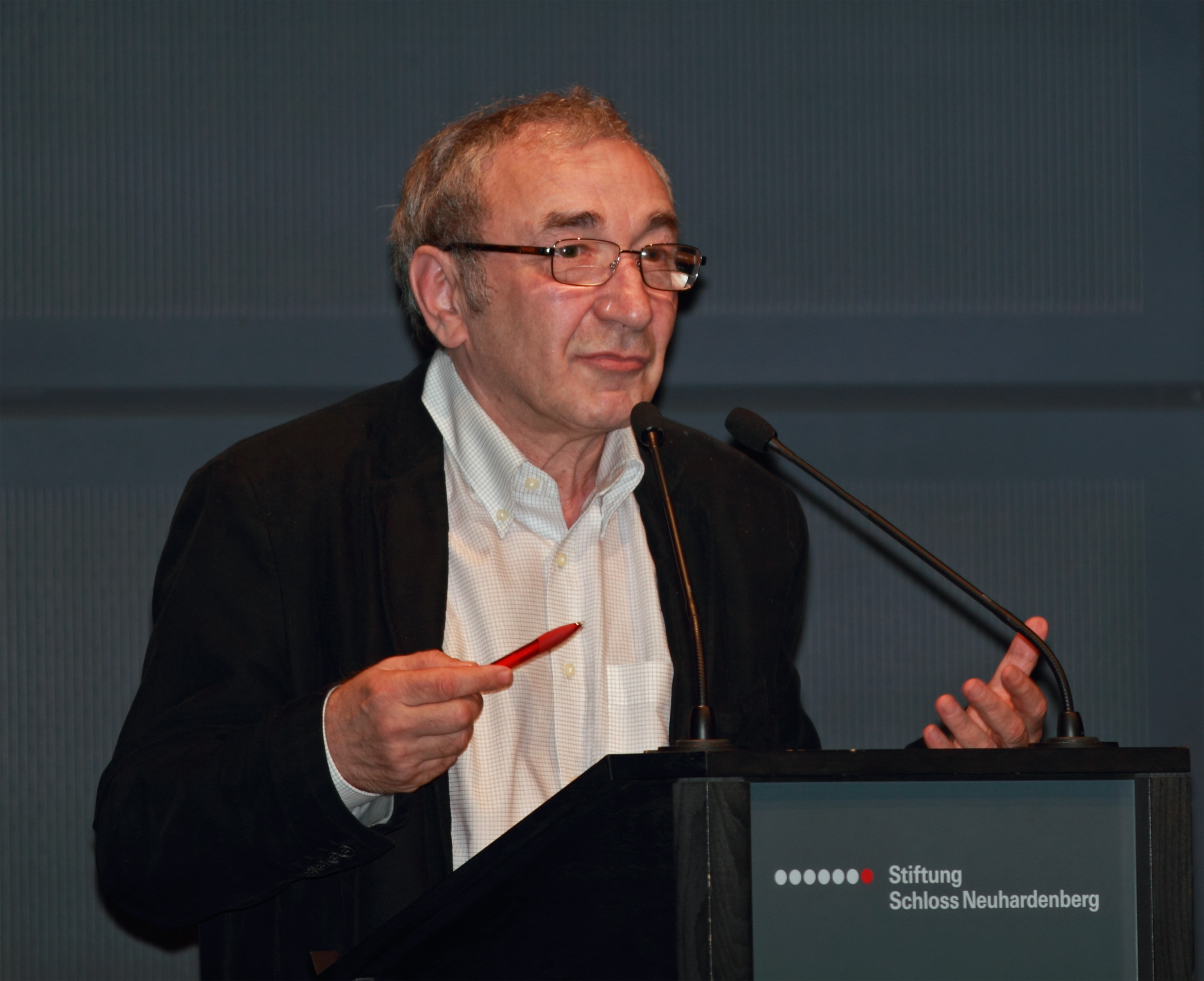
Arseni Roginski,
overleden in 2017

- 821 - Theodulf, bisschop van Orléans (61)
- 1290 - Magnus I van Zweden (50), koning van Zweden (1275-1290)
- 1413 - Elisabeth van Nassau-Hadamar (?), abdis van het Sticht Essen (1370-1413)
- 1577 - Anna van Saksen (32), tweede echtgenote van Willem van Oranje
- 1737 - Antonio Stradivari (93), Italiaans vioolbouwer
- 1803 - Johann Gottfried von Herder (59), Duits dichter
- 1831 - Willem Bilderdijk (75), Nederlands geschiedkundige, dichter en advocaat
- 1892 - Richard Owen (88), Brits bioloog
- 1919 - John Alcock (27), Brits piloot en luchtvaartpionier
- 1921 - Con Leahy (45), Iers hoogspringer
- 1930 - Edward José, (65), Belgisch regisseur
- 1938 - Johan Christiaan Schröder (67), Nederlands voetballer en journalist
- 1939 - Jacob Lucas Boreel (56), Nederlands civiel ingenieur
- 1940 - Gé Bohlander (45), Nederlands waterpoloër
- 1941 - Heinrich Paal (46), Estisch voetballer
- 1971 - Diana Lynn (45), Amerikaans actrice
- 1975 - Theodosius Dobzhansky (75), Russisch-Amerikaans geneticus
- 1975 - George Fissler (69), Amerikaans zwemmer
- 1976 - Max Adriani Engels (75), Nederlands sportjournalist
- 1977 - Walter Breedveld (76), Nederlands auteur
- 1982 - Suzanne Grégoire-Cloes (76), Belgisch politicus
- 1982 - Tibor de Machula (70), Hongaars cellist
- 1982 - Bernard Malivoire (44), Frans stuurman bij het roeien
- 1982 - Hans-Ulrich Rudel (66), Duits gevechtspiloot
- 1984 - Feike Asma (72), Nederlands organist
- 1984 - Bill Boyd (69), Amerikaans autocoureur
- 1984 - Puck van Heel (80), Nederlands voetballer
- 1986 - Jules Migeot (88), Belgisch atleet
- 1990 - Paul Tortelier (76), Frans cellist en componist
- 1993 - Helm Glöckler (84), Duits autocoureur
- 1993 - Sam Wanamaker (74), Amerikaans acteur en regisseur
- 1994 - Henry Banks (81), Amerikaans autocoureur
- 1994 - Peter Hebblethwaite (64), Brits theoloog, journalist en schrijver
- 1994 - Frank Morse (73), Amerikaans politicus en diplomaat
- 1995 - Konrad Zuse (85), Duits computerpionier
- 1997 - Chris Farley (33), Amerikaans acteur en komiek
- 1999 - Jan Bouwman (64), Nederlands zwemmer
- 1999 - Robert Bresson (97), Frans filmregisseur
- 2000 - Kirsty MacColl (41), Engels muzikant
- 2000 - Ruud de Wolff (59), Nederlands muzikant
- 2001 - Gilbert Bécaud (74), Frans zanger
- 2001 - Kira Ivanova (38), Russisch kunstschaatsster
- 2006 - Joseph Barbera (95), Amerikaans producent, regisseur en tekenaar van tekenfilms
- 2006 - Daniel Pinkham (83), Amerikaans componist
- 2007 - Pem Sluijter (68), Nederlands dichteres
- 2008 - Majel Barrett (76), Amerikaans actrice
- 2008 - John Costelloe (47), Amerikaans acteur
- 2008 - Mark Felt (95), Amerikaans ambtenaar
- 2008 - Hannah Frank (100), Schots beeldhouwster
- 2008 - Ivan Rabuzin (87), Kroatisch kunstschilder
- 2010 - Jacob Lateiner (82), Amerikaans pianist
- 2010 - Patrick Meersschaert (51), Belgisch mountainbiker
- 2010 - Tommaso Padoa-Schioppa (70), Italiaans topbankier en minister
- 2011 - Václav Havel (75), Tsjechisch schrijver en politicus
- 2011 - Jaklien Moerman (80), Belgisch illustrator en kunstschilder
- 2012 - Jim Patterson (84), Schots voetballer
- 2013 - Ronnie Biggs (84), Brits crimineel
- 2013 - Martin Koeman (75), Nederlands voetballer, voetbaltrainer en -bestuurder
- 2013 - Brian Pollard (83), Brits fagottist
- 2014 - Virna Lisi (78), Italiaans actrice
- 2014 - Mandy Rice-Davies (70), Brits model en actrice
- 2014 - Bob Simpson (102), Amerikaans meteoroloog
- 2014 - Ante Žanetić (79), Kroatisch voetballer en voetbaltrainer
- 2015 - Luc Brewaeys (56), Belgisch componist
- 2016 - Zsa Zsa Gábor (99), Hongaars-Amerikaans actrice
- 2016 - Siem Wellinga (85), Nederlands voetbalscheidsrechter
- 2017 - Kim Jong-hyun (27), Koreaans zanger en songwriter
- 2017 - Altero Matteoli (77), Italiaans politicus
- 2017 - Arseni Roginski (71), Russisch historicus en dissident
- 2018 - David C.H. Austin (92), Brits botanicus
- 2018 - Kazimierz Kutz (89), Pools regisseur
- 2018 - Shinobu Sekine (75), Japans judoka
- 2019 - Claudine Auger (78), Frans actrice
- 2019 - Alain Barrière (84), Frans zanger
- 2019 - Arty McGlynn (75), Iers gitarist
- 2019 - Abbey Simon (99), Amerikaans pianist
- 2020 - Han Grijzenhout (87), Nederlands voetbalcoach
- 2020 - Michael Jeffery (83), Australisch politicus
- 2020 - Peter Lamont (91), Brits filmmaker
- 2020 - Òscar Ribas Reig (84), Andorrees politicus
- 2020 - Timothy Severin (80), Brits schrijver en ontdekkingsreiziger
- 2021 - Jan Fransz (84), Nederlands voetballer
- 2021 - Henk van der Linden (96), Nederlands filmmaker
- 2021 - Richard Rogers (88), Brits architect
- 2021 - Pros Verbruggen (93), Belgisch acteur, presentator en programmamaker
- 2022 - Janine Delruelle (91), Belgisch volksvertegenwoordiger
- 2022 - Hans Grosheide (92), Nederlands politicus
- 2022 - Terry Hall (63), Brits zanger
- 2022 - Wim Henderickx (60), Belgisch componist en muziekpedagoog
- 2022 - Greetje den Ouden-Dekkers (82), Nederlands politica
- 2023 - Bo Larsson (79), Zweeds voetballer
- 2024 - Fred Lorenzen (89), Amerikaans autocoureur
- 2024 - John Marsden (74), Australisch schrijver
- 2024 - Klaus Wolfermann (78), Duits atleet

## Viering/herdenking

Niger Dag van de Republiek

Nationale feestdag Qatar

- Niger: Dag van de Republiek, werd een autonome staat binnen de Franse Gemeenschap in 1958
- Qatar: Nationale feestdag
- In het Romeinse Rijk vierde men de saturnaliën ter ere van de zonnewende
- Romeinse feestdag ter ere van Epona
- Internationale dag van migranten
- Rooms-Katholieke kalender:
  - Heilige Win(n)ibald(us) († 761)
  - Heilige Gatien van Tours († 301)
  - Heilige Basiliaan (van Laodicea)
  - Heilige Bodegisel van St.-Avold († 588)

## Weerextremen

### Nederland
| | Officiële records | Officiële records | Officiële records |      | Landelijke records | Landelijke records | Landelijke records       |
| Gebeurtenis | Jaar              | Extreem           | Locatie           | Jaar | Extreem            | Locatie            |                          |
| --- | ----------------- | ----------------- | ----------------- | ---- | ------------------ | ------------------ | ------------------------ |
| Laagste etmaalgemiddelde temperatuur (°C) | 1938              | −10,5             | De Bilt           |      | 1938               | −11,1              | Eelde                    |
| Hoogste etmaalgemiddelde temperatuur (°C) | 1987              | 12,3              | De Bilt           |      | 1987               | 13,1               | Maastricht               |
| Laagste minimumtemperatuur (°C) | 1927              | −14,6             | De Bilt           |      | 1927               | −14,6              | De Bilt                  |
| Hoogste minimumtemperatuur (°C) | 1965              | 11,2              | De Bilt           |      | 1965               | 11,5               | Gilze-Rijen, Soesterberg |
| Laagste maximumtemperatuur (°C) | 1938              | −7,8              | De Bilt           |      | 1938               | −9,1               | Eelde                    |
| Hoogste maximumtemperatuur (°C) | 1987              | 14,7              | De Bilt           |      | 1987               | 15,3               | Maastricht               |
| Hoogste uurgemiddelde windsnelheid (m/s) | 1919              | 15,9              | De Bilt           |      | 1986               | 23,7               | Oosterschelde, IJmuiden  |
| Hoogste windstoot (m/s) | 1965              | 22,1              | De Bilt           |      | 1986               | 34,0               | Gilze-Rijen, Tholen      |
| Langste zonneschijnduur (uur) | 1946              | 7,0               | De Bilt           |      | 1977               | 7,1                | Maastricht               |
| Langste neerslagduur (uur) | 1965              | 19,8              | De Bilt           |      | 1965               | 20,5               | Eelde                    |
| Hoogste etmaalsom van de neerslag (mm) | 1965              | 26,9              | De Bilt           |      | 1965               | 26,9               | De Bilt                  |
| Laagste etmaalgemiddelde relatieve vochtigheid (%) | 1938              | 69                | De Bilt           |      | 1938               | 50                 | Maastricht               |
| Laagste uurwaarde luchtdruk op zeeniveau (hPa) | 1918              | 980,0             | De Bilt           |      | 1986               | 978,3              | Leeuwarden               |
| Hoogste uurwaarde luchtdruk op zeeniveau (hPa) | 1961              | 1043,1            | De Bilt           |      | 1961               | 1044,2             | Eelde                    |
| Officiële records worden altijd gemeten op het KNMI-weerstation in De Bilt. Landelijke records kunnen worden gemeten op elk officieel KNMI-weerstation in Nederland. |                   |                   |                   |      |                    |                    |                          |

Uitzonderlijke gebeurtenissen
- 1927 - Officieel laagste minimumtemperatuur in °C van het jaar gemeten in De Bilt: −14,6
- 1981 - Officieel laagste minimumtemperatuur in °C van het jaar gemeten in De Bilt: −12,3
- 1981 - Officieel laagste minimumtemperatuur in °C van december dit jaar gemeten in De Bilt: −12,3
- 1987 - Officieel hoogste minimumtemperatuur in °C van december dit jaar gemeten in De Bilt: 10,0
- 1987 - Laatste landelijke zachte dag van het jaar gemeten in Maastricht (maximumtemperatuur ≥ 15 °C op een officieel weerstation)
- 2014 - Officieel hoogste minimumtemperatuur in °C van december dit jaar gemeten in De Bilt: 10,1

### België
Dagrecords
- 1859 - Laagste etmaalgemiddelde temperatuur −10,3 °C
- 1987 - Hoogste etmaalgemiddelde temperatuur 12,4 °C
- 1927 - Laagste minimumtemperatuur −14,3 °C
- 1932 - Hoogste maximumtemperatuur 14,7 °C
- 1993 - Hoogste etmaalsom van de neerslag 12,7 mm

Uitzonderlijke gebeurtenissen
- 1950 - 25 cm sneeuw in Brustem (Sint-Truiden).
- 1986 - Storm trekt over België met windstoten tot 125 km/h in Oostende.

<< · 1 · 2 · 3 · 4 · 5 · 6 · 7 · 8 · 9 · 10 · 11 · 12 · 13 · 14 · 15 · 16 · 17 · 18 · 19 · 20 · 21 · 22 · 23 · 24 · 25 · 26 · 27 · 28 · 29 · 30 · 31 · >>